# Demolished Thoughts
Demolished Thoughts è un album in studio acustico da solista del musicista statunitense Thurston Moore (chitarrista dei Sonic Youth), pubblicato nel 2011.

## Tracce
1. Benediction – 5:16
2. Illuminine – 4:02
3. Circulation – 4:10
4. Blood Never Lies – 5:07
5. Orchard Street – 6:56
6. In Silver Rain With a Paper Key – 5:43
7. Mina Loy – 4:02
8. Space – 6:39
9. January – 4:52

## Formazione
- Thurston Moore - chitarre, voce
- Beck Hansen - sintetizzatori, voce, basso
- Samara Lubelski - violino
- Mary Lattimore - arpa
- Bram Inscore - basso
- Joey Waronker - batteria